# André Giordan
Pour les articles homonymes, voir Giordan.
André Giordan, né le 7 novembre 1946 à Nice et mort le 30 mai 2023 à Saint-André-de-la-Roche, est agrégé de biologie, d'abord spécialiste de la physiologie des régulations puis de la didactique et de l’épistémologie des sciences.
Ancien instituteur, professeur de collège et lycée, animateur de club de jeunes, il a été professeur à l'Université de Genève où il a fondé le Laboratoire de didactique et d'épistémologie des sciences (LDES).
Il a initié les sciences de l'apprendre et développé un ensemble de travaux sur l’élaboration et l'appropriation des savoirs dans les domaines de la science et des techniques, du développement durable, de la santé et de la médecine (éducation thérapeutique du patient).
Il est surtout connu pour son nouveau modèle de l’apprendre, le modèle allostérique (allosteric learning model) et pour sa démarche physionique qui renouvelle les idées en matière « d’entreprises apprenantes ».

## Biographie

### Diplômes
- Maîtrise de biologie végétale, université de Nice (1969).
- Licence (1969) et Maîtrise (1970) d'enseignement de sciences naturelles, université de Nice.
- Agrégé de biologie (9e, France 1971).
- D. de 3e cycle[Quoi ?] de physiologie animale, université de Nice (1970).
- Licence (1972) et maîtrise (1973) de sciences de l'éducation, université Paris V.
- Licence de psychologie, université de Nice et université Paris V (1973).
- Diplôme de 3e cycle d'histoire des sciences, université Paris I (1975).
- Docteur en sciences de l'éducation et en biologie, universités Paris V et université Paris VII (1976).
- Certificats en biochimie, philosophie, épistémologie, communication, théâtre, arts plastiques, (université de Nice, université Paris I, université Paris VIII).

### Activités professionnelles
- Élève-instituteur, École normale d’instituteurs de Nice (1962-1965)
- Professeur-stagiaire, IPES de Nice (1966-1969)
- Professeur-stagiaire, CPR de Nice (1969-1970)
- Professeur agrégé, collège de Villeneuve-la-Garenne (1971-1972)
- Lycée Carnot, Paris (1972-1980)
- Chargé de recherche, physiologie, CEA et Université de Nice (1968-1971)
- Chargé de recherche, pédagogie des sciences, INRP (1973-1975
- Responsable scientifique, DGRST, (1976-1978)
- Chargé de cours à l’université Paris VII (1975-1979)
- Directeur de recherche à l'INRP (1975-1979), à l’UNESCO (1977-1979) et au CNRS (1978-1980)
- Directeur de recherche, université Paris VII (1980-1995)
- Professeur ordinaire à l'université de Genève (1980-2011)
- Responsable du Laboratoire de didactique et épistémologie des sciences (1980-2011)
- Président de la Commission internationale de biologie, éthique et éducation (IUBS, 2000-2010)
- Professeur émérite à l'université de Genève (2011-2023)

## Recherche
Il fait ses premiers pas de chercheur dans le cadre de son Diplôme d'études supérieures (DES) de troisième cycle de physiologie animale. Il étudie à la Station zoologique de Villefranche-sur-Mer, le poisson rouge (Carassius auratus) et plus précisément les échanges d’eau et d’ions à travers les membranes sous l’influence des hormones neuro- et adéno-hypophysaires. De ces mesures et statistiques, il met à jour la régulation de l’eau du poisson rouge et apporte sa contribution à la compréhension du rein et du rôle d’une hormone, la vasopressine, chez l’homme.
Il se détourne de la recherche stricto sensu pour la recherche dans le domaine de l’éducation. Il est vrai qu’il fut au préalable instituteur (diplômé de l'École normale de Nice en 1966).
En 1971, après une agrégation de biologie, il est nommé Professeur en sciences naturelles dans un collège de banlieue parisienne, à Villeneuve-la-Garenne. Instillant du Celestin Freinet, il revisite tout d’abord les contenus et méthodes pédagogiques en observant les enfants et leur façon d’apprendre afin de chasser l’ennui de l’école et surtout faire en sorte que la curiosité, moteur de l’apprentissage, persiste tout au long de la vie . Cette première expérience se traduit par la création d’un club scientifique au collège où sont récupérés moult matériaux pour créer toutes sortes d’objets scientifiques et de maquettes . Grâce à ce succès, il est dirigé par un inspecteur vers l'Institut National de Recherche et de Documentation Pédagogique (INRDP, devenu l'INRP).
L’année suivante, l’INRDP l’accueille en tant que professeur-chercheur, pendant qu’il est nommé en parallèle au lycée Carnot à Paris. Aussi, il s’attelle à repenser l’enseignement scientifique en privilégiant la connaissance des comportements et raisonnements des élèves en matière de démarche scientifique et en matière d’élaboration des concepts. D’où sa thèse en 1976 « Rien ne sert de courir, il faut partir à point », tentatives d’appropriation de la démarche scientifique expérimentale par des enfants de 9 à 14 ans (voir OHERIC). Il introduit en recherches didactiques des outils jusqu’alors ignorés dans les classes tels le magnétoscope, et demande la présence d’observateurs extérieurs, psychologues et enseignants.

## Projets en éducation
Depuis 1969, sensible aux problèmes écologiques, il développe des projets d’éducation à l’environnement. Il est contacté pour représenter la France à la première Conférence sur l’éducation à l’Environnement à Belgrade (1975). Il est alors invité par l'UNESCO à organiser la Conférence d’Helsinki, puis la Conférence intergouvernementale de Tbilissi (1977). L’UNESCO lui confiera également la direction du premier projet pilote international sur l’éducation relative à l’environnement, axe de recherche du premier programme de l’UNESCO et du PNUE (Programme des Nations unies sur l’environnement).
Pour lui, l’éducation ne se pose pas en termes d’enseignement mais d’apprentissage, ni en termes de disciplines compartimentées mais en système global soumis à de multiples interférences, une sorte de paradigme regroupant toutes les sciences naturelles et des branches des sciences humaines. Il organise des ateliers pratiques pour des élèves de différents niveaux et des enseignants en formation. Les activités sont la base de débats contradictoires où les apprenants sont stimulés à exprimer leurs idées et à les confronter avec les observations. Des jeux de rôles amènent à envisager différents points de vue. La mise en évidence et l'analyse de problèmes d'environnement est toujours complétée par un temps de recherche de solutions réalistes.
Ses travaux ont pour point commun de décoder les processus d’élaboration du savoir, regroupés autour de trois paramètres interdépendants :
1. L’apprenant et l’importance de ses conceptions,
2. Le savoir par le prisme du projet éducatif ou culturel,
3. Le contexte institutionnel.

Il attache une grande importance à l'innovation et à l'évaluation.

## Modèle allostérique
Il développe par la suite un nouveau modèle d’apprentissage appelé « allostérique » (allosteric Learning model), fondé sur le « comprendre », le « mémoriser » et le « mobiliser le savoir » en interaction. Ce modèle dépasse les modèles constructivistes admis en mettant l’accent sur les idées de déconstruction, de recyclage et d’élaboration « avec » les conceptions de l’apprenant pour faire « contre ». Enrichi par Francine Pellaud et repris par de nombreux pédagogues, il a notamment été théorisé par Richard-Emmanuel Eastes.
Son environnement didactique systémique fournit des outils et des ressources pour les enseignants et les médiateurs. Il est repris actuellement avec succès par les soignants et les entreprises apprenantes.

## Laboratoire de didactique et d'épistémologie des sciences
Il poursuit ses travaux à l'université de Genève où on lui offre une chaire de psychopédagogie des sciences. En 1980, il monte une équipe qui prend le nom de Laboratoire de didactique et d'épistémologie des sciences (LDES) à l'Université de Genève, lieu d’intenses études sur les conceptions de l'apprenant comme tremplin pour l'apprentissage et l’appropriation des savoirs dans les domaines des sciences, des techniques, de l’environnement et de la santé.
Il participe, avec son équipe et des partenaires locaux et d'ailleurs, à plusieurs projets européens d'information et communication scientifique, dont Recherches et Innovations en Éducation à l'Environnement en Europe (RIE3), Humanities et GERIRAD (vivre dans les zones contaminées, gestion du risque radiologique), ce dernier incluant une conférence scientifique internationale.

## Journées de Chamonix
Pour favoriser ce nouveau domaine d’investigations, il fonde en 1979 les Journées internationales sur la communication, l’éducation et la culture scientifiques et industrielles, dites Journées de Chamonix, et le réseau CECSI sur la Communication, Éducation et Culture Scientifiques et Industrielles.

## Travaux scientifiques en cours

### Sciences et développement durable
Après avoir produit nombre de recherches pour la formation des médiateurs et des enseignants, ses derniers travaux portent sur les soubassements de la pensée, les raisonnements intimes, en d’autres termes les paradigmes des apprenants, d’une part, et d’autre part sur les démarches et concepts pour comprendre la complexité (l’analyse systémique, la pragmatique...).

### Santé
En santé, ses travaux sont développés dans le cadre de « l’éducation thérapeutique du patient », notamment avec l’Hôpital universitaire de Genève, l’hôpital Pitié-Salpétrière, l’Hôpital Avicenne et la Faculté de médecine de Montréal. Un environnement « motivationnel » pour transformer le comportement des patients a été conçu à disposition des soignants.
Il intervient dans la prévention en proposant des formations continues ou grand-public en éducation pour la santé.

### Entreprise et organisation
Pour les entreprises et les organisations « apprenantes », il est sollicité pour son « approche physionique » qui fournit de la « matière à penser » pour repenser l’organisation, la communication, la mémoire ou la veille et pour ses démarches innovantes pour comprendre un monde complexe et incertain.

### Muséologie
Il collabore avec de nombreux musées (Beaubourg, Exploratorium Cité des Sciences, Cité des Enfants, Microcosm CERN, Museum Paris, Bruxelles, Alimentarium (enfants) de Vevey, Cité des Sciences et de l’Industrie. Commissaire d'exposition, il réalisé l'exposition du centenaire du Musée océanographique de Monaco, sur la biodiversité en Méditerranée, intitulée : Méditerranée, splendide, fragile, vivante, sur le Musée d'histoire naturelle du Luxembourg, la Galerie de la Méditerranée du MUCEM et sur le Pavillon de la France à EXPO 2015 à Milan dans l'équipe d'Adeline Rispal. Il est également intervenu pour le projet du corps humain de Montpellier, dans l’exposition les requins de Monaco, pour le musée gallo-romain d’Alba.

## Projet de fondation
En septembre 2011, il décide de se consacrer à son projet de fondation destinée à promouvoir des projets innovants sur la communication, l’éducation et la culture scientifiques et industrielles et plus particulièrement sur les mécanismes de diffusion de messages et d’élaboration des savoirs.
Il continue toutefois à militer pour l’école - ses projets pour une école innovante sont repris au Luxembourg, en Suisse, en Chine et au Brésil - ou pour l’apprendre à apprendre,,,,,, d’où ses activités en faveur des enfants à haut potentiel ou avec les militants des Réseaux d’échanges réciproques de savoirs et ses interventions en banlieue.

## Œuvres
Auteur de plus de 30 livres, de 300 articles sans compter ses articles grand public dans des domaines très variés de la science à sa médiation, aux enjeux de l’éducation, et l’art.
- Médecine naturelle
  - André Giordan, 30 ans sans médicaments : ou comment devenir son propre coach santé, Paris, J.C. Lattès, coll. « Essais et documents », 7 octobre 2015, 250 p. (ISBN 978-2-7096-4922-3)
- Apprendre
  - A. Giordan, Apprendre ! Belin, 1998, nouvelle édition 2002
  - A. Giordan et G. De Vecchi, Les origines du savoir, Delachaux, Neuchatel, 1987, réédition Ovadia 2010
- Apprendre à apprendre
  - J. Saltet, A. Giordan, Coach Collège, Play bac, 2006
  - A. Giordan, J. Saltet, Apprendre à apprendre, Librio, 2007
  - A. Giordan, J. Saltet, Apprendre à prendre des notes, Librio, 2011
- École
  - A. Giordan, Une autre école pour nos enfants ? Delagrave, 2002
  - J. Saltet, A. Giordan, Changer le collège, Oh ! Editions, 2010
- Éducation en sciences des plus jeunes
  - M.L. Cantor et A. Giordan, Les sciences à l'école maternelle, Delagrave, nouvelle édition 2002
  - A. Giordan, Une didactique pour les sciences expérimentales, Belin, 1999
- Formation des enseignants
  - G. De Vecchi et A. Giordan, L'enseignement scientifique, Comment faire pour que "ça marche" ?, Delagrave, Nouvelle édition augmentée 2002
- Les difficultés scolaires
  - A.Giordan, M. Binda (coord.), Accompagner l’enfant précoce, Delagrave, 2006
  - A.Giordan, J.Saltet, Comprendre et accompagner l'enfant à haut potentiel à la maison et à l'école, Librio, 2020
- Éducation à l'environnement
  - A. Giordan et S. Souchon, Une éducation pour l'environnement, vers le développement durable, Delagrave, 2008
- L’approche de la complexité
  - A. Giordan, Comme un poisson rouge dans l'homme, Payot, 1995
  - A. Giordan, C. Héber-Suffren sd., Savoirs émergents, Ovadia, 2007
- Une autre approche de la médiation grand public
  - A. Giordan, Le corps humain, la première merveille du monde, Lattès, 1999
  - Robert Calcagno et A. Giordan, La Méditerranée, splendide, fragile, vivante, éditions du Rocher, 2010  (ISBN 978-2-26807-012-4)
- Articles parus dans des revues scientifiques à comité de lecture
  - Giordan André [et al.] Communication thérapeutique : l'impact d'un message dans le processus d'apprendre in Psychothérapies. - Genève. - Vol. 16 (1996), no 4, p. 189-193 Autre(s) auteur(s): Alain Golay, Stéphane Jacquemet et Jean-Philippe Assal
  - Giordan, André. Expériences d'endogénéisation aux niveaux primaire et secondaire en Suisse et à l'étranger, recherche universitaire en la matière in Endogenisierung. - Bern : Kommission fûr Umweltwissenschaften Schweizerische Hochschulkonferenz, 1996. - P. 9-11
  - Giordan, A. A Educação Ambiental na Europa, in Codernos de Educação Ambiental, Instituto de Inovação Cacional, Lisboa, 1996.